# Diocese de Miranda
A Diocese de Miranda é uma extinta circunscrição eclesiástica da Igreja Católica em Portugal. Foi criada em 23 de Março de 1545, seguindo-se à elevação da vila de Miranda do Douro a cidade por D. João III. A diocese foi erecta com os territórios mais orientais da arquidiocese de Braga, abrangendo a maior parte da comarca de Trás-os-Montes.
A escolha da sede não foi pacífica, já que Miranda era uma povoação situada na fronteira, relativamente pobre de bens e de pessoas; no século XVIII, a sede diocesana estava em acentuado declínio, em face de Bragança, que se havia convertido no principal pólo da região trasmontana.
Assim, em 5 de Março de 1770, a pedido de D. José I, foi criada a nova diocese de Bragança, compreendendo uma fatia significativa dos territórios adstritos à diocese mirandense.
Ante a impossibilidade de se manter as duas dioceses, com evidente prejuízo para a mirandense, e não obstante os protestos da população, a diocese de Miranda foi unida à diocese de Bragança, sob o nome de diocese de Bragança e Miranda (ou seja, em teoria mantinham-se como que as duas dioceses separadas, mas unidas sob o báculo do mesmo bispo), em 27 de Setembro de 1780, datando a actual designação de diocese de Bragança-Miranda apenas 27 de Maio de 1996.

## Bispos de Miranda
Administração local:
1. D. Toríbio Lopes (1545-1553)

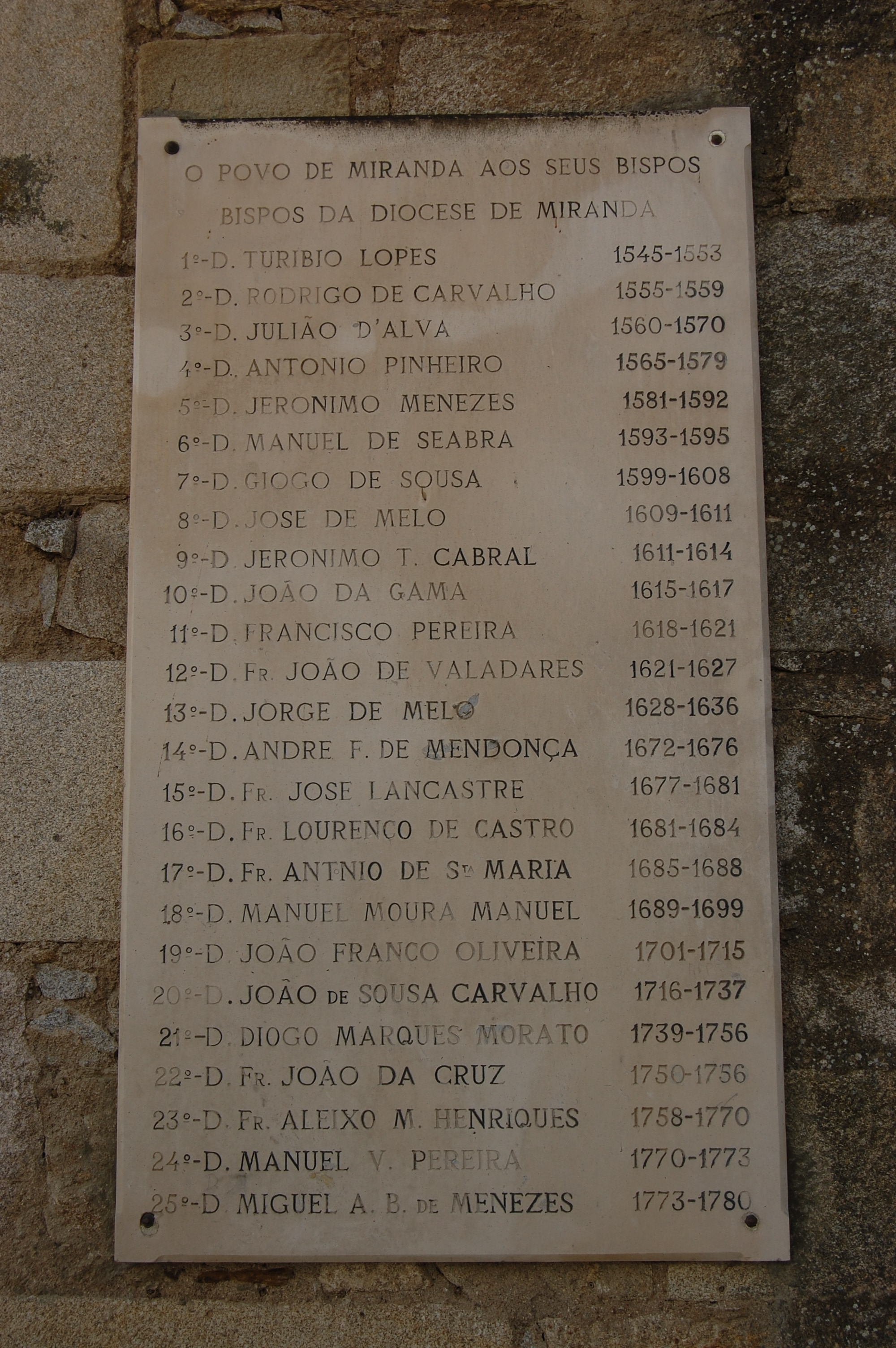
Bispos de Miranda

2. D. Rodrigo de Carvalho (1555-1559)
3. D. Julião de Alva (1560-1564)
4. D. António Pinheiro (1564-1579)
5. D. Jerónimo (I) de Menezes (1579-1593)
6. D. Manuel (I) de Seabra [desambiguação necessária] (1593-1595)
7. D. Diogo de Sousa (1597-1610), depois arcebispo de Évora
8. D. José (I) de Melo [desambiguação necessária](1610-1611)
9. D. Jerónimo (II) Teixeira Cabral (1612-1614)
10. D. João (I) da Gama (1615-1617)
11. D. Frei Francisco Pereira (1618-1620)
12. D. Frei João (II) de Valadares (1621-1627)
13. D. Jorge de Melo [desambiguação necessária] (1627-1636)
14. D. André Furtado de Mendonça[desambiguação necessária] (1672-1676)
15. D. Frei José (II) de Lencastre (1677-1681)
16. D. Frei Lourenço de Castro (1681-1684)
17. D. Frei António (II) de Santa Maria (1685-1688)
18. D. Manuel (II) de Moura Manuel (1689-1699)
19. D. João (III) Franco de Oliveira (1701-1715)
20. D. João (IV) de Sousa Carvalho (1716-1737)
21. D. Diogo (II) Marques Morato (1739-1749)
22. D. Frei João (V) da Cruz Salgado de Castilho, O.C.D. (1750-1756), antes bispo do Rio de Janeiro
23. D. Frei Aleixo de Miranda Henriques (1757-1770)
24. D. Manuel (III) de Vasconcelos Pereira (1770-1773)
25. D. Miguel Barreto de Menezes (1773-1780), também primeiro bispo em Bragança (1770-1772); união das duas dioceses

A lista prossegue em lista de bispos de Bragança-Miranda
Ao contrário de outras dioceses históricas portuguesas, e em face do que já foi dito, não há actualmente bispos titulares de Miranda, uma vez que a diocese se encontra agora unida à de Bragança no bispado de Bragança-Miranda.